# Pandora (DC Comics)
Pandora é uma personagem fictícia de histórias em quadrinhos americana publicada pela DC Comics. Ela é baseada na Pandora da Mitologia Grega.

## História da publicação
Criada por Geoff Johns e desenhada pela primeira vez por Andy Kubert. Teve sua primeira aparição em Flashpoint #5 no final da saga Ponto de Ignição (Flashpoint, 2011) quando os universos DC, Vertigo e Wildstorm foram fundidos em um. Mais tarde, ela aparece rondando e observando os acontecimentos e todos os heróis em cada edição #1 (bem como na edição #2 do Batman) dos Os Novos 52!.

## Biografia do personagem fictício
No final da saga "Ponto de Ignição” (Flashpoint), Barry Allen viaja através do tempo para tentar corrigir o universo, quando entra em contato com três linhas do tempo distintas – DC, Wildstorm e Vertigo. E foi nessa hora que Barry conheceu uma entidade até então desconhecida chamada Pandora. Ela revela ao herói que há muito tempo o universo havia se dividido em três, a fim de enfraquecê-lo para uma iminente invasão maligna desconhecida. Para combater a ameaça, seria necessário que os três universos se unissem novamente. Com a ajuda de Barry ela acaba conseguindo. Aí, Barry acorda mais tarde em sua mesa acreditando que tudo havia sido corrigido. E assim temos o início dos Universo dos Novos 52. Não era chamada de Pandora até janeiro de 2012, quando Bob Harras postou um teaser no blog da DC Comics, afirmando que "Seu Nome é Pandora".
A seguir, Pandora tem um diálogo com o Vingador Fantasma. Que revela que os dois tem uma ligação, pelo Círculo da Eternidade, que os amaldiçoou para andar na terra para sempre sem poder se envolver.
As origens de Pandora juntamente com Judas Iscariotes (que se tornaria o Vingador Fantasma) e um homem de origem desconhecida (que se tornaria o Questão) são transportados para a Rocha da Eternidade pelo Conselho da Eternidade. Onde recebem a alcunha de "Trindade do Pecado" e são acusados pelos deuses de serem os maiores transgressores que a humanidade já conheceu, e são punidos por seus crimes. Pandora que viveu na Macedônia antiga e por curiosidade entrou em contato uma estranha caveira de três olhos (Caixa de Pandora), liberando os Sete Pecados Capitais sobre o mundo foi sentenciada a andar pelo mundo por toda a eternidade para experimentar a dor que causou ao liberar os espíritos do mal sobre a humanidade. Também é revelado que ela obteve novamente a sua Caixa no Quarto Preto da A.R.G.U.S., onde tinha sido armazenada juntamente com vários outros itens místicos.
O último mago/feiticeiro do Conselho da Eternidade aparece diante de Pandora, e diz que ela não merecia o castigo que lhe foi dado. Pandora questiona-o sobre como abrir a caixa, ele afirma que "somente o mais forte dos corações ou o mais sombrio... pode abrir a caixa e reivindicar o seu poder... e acabar com a maldição...", antes de desaparecer em um relâmpago. Sua série própria teve apenas 14 edições e um One-shot: Os Novos 52 - Fim dos Tempos (New 52's Future's End).
A Caixa de Pandora é então revelada, em Vilania Eterna, não como um caveira milenar, mas sim um porta de entrada para a Terra-3, inocentando assim Pandora. Além de aparecer durante o evento Vilania Eterna: Moléstia (Forever Evil: Blight), vemos a  personagem também nos títulos de Constantine, a Trindade do Pecado (Trinity of Sin) e Liga da Justiça Sombria (Justice League Dark). Depois de visitar o Céu com a Liga da Justiça Sombria, Pandora começa a entender mais sobre sua verdadeira natureza, que tem algo a ver com as luzes, e ela descobre uma habilidade de manifestar mais poderosa, em forma de anjo dourado. Em última análise, a descoberta desses poderes é fundamental para derrotar a Moléstia, uma poderosa entidade composta do lado escuro da humanidade e do seu potencial para o mal.
No especial Universo DC: Renascimento (DC Universe: Rebirth Special), Pandora é assassinada e desintegrada pelo Doutor Manhattan após ela perceber que ele era o responsável por todos os pecados pelos quais ela foi culpada.

## Poderes e habilidades
Os poderes de Pandora são a imortalidade, magia e o conhecimento sobrenatural, velocidade aumentada e invisibilidade. Ela é especialista armas e artes marciais, inclusive, armas mágicas. Ela também domina todas as línguas usadas pela Humanidade.

## Sites Externos
- Página oficial no site da DC: Pandora overview

1. ↑  «DC Comics' New 52 Mystery Woman: Pandora». CBR (em inglês). 3 de janeiro de 2012
2. ↑  Justice League Vol. 1 #6 (April 2012)
3. ↑  The New 52: FCBD Special Edition #1 (June 2012)
4. ↑  Justice League Vol. 2 #0
5. ↑  «Pandora (Character) - Comic Vine». Comic Vine (em inglês). Consultado em 29 de março de 2017
6. ↑  «Pandora». DC (em inglês). 1 de julho de 2013